# Roh Tae-woo
Roh Tae-woo (født 4. december 1932 i Taikyū (Daegu) i Japansk Korea, død 26. oktober 2021) var Sydkoreas 6. præsident 1988–1993, på overgangen mellem diktatur og demokrati.
Roh var en af de militærfolk, som støttede militærkuppet, som bragte Chun Doo-hwan til magten i 1979. Chun belønnede Roh med en plads i sin regering. I 1987 udså Chun Roh til sin efterfølger, hvilket udløste store demonstrationer for demokrati i de store byer. Roh måtte love at sikre vidtgående demokratiske reformer og valg. I valget vandt Roh over Kim Young-sam og Kim Dae-jung, som splittede oppositionen mellem sig (begge blev senere præsidenter). De demokratiske reformer fortsatte, og ved det følgende valg overtog Kim Young-sam som første demokratisk valgte præsident uden en fortid i tidligere militærregeringer.
I 1988 ledede Roh arbejdet med OL i Seoul 1988.
I 1993 blev afholdt en retssag mod Chun Doo-hwan og Roh Tae-woo for deres indblanding i militærkuppet 1979 og henrettelser af oppositionelle og korruption under deres år ved magten. Roh blev dømt til 22½ års fængsel, men han blev benådet i 1998 af Kim Dae-jung som et led i dennes forsoningspolitik.